# باختی‌بایوو
باختی‌بایوو (انگلیسی: Bakhtybayevo) یک شهرک در شهرستان بیرسکی باشقیرستان کشور روسیه است.